# 署判
署判（しょはん）とは、自筆で自己の名を記す「署名」と花押を押す「判」を組み合わせたものである。

## 概要
奈良時代には、署名を「自署」と称して姓名もしくは名のみを楷書体で記すことが行われていたが、平安時代に入ると署名が行書体となり、更にその中期には「草名（そうみょう）」と呼ばれる草書体の署名が登場するとともに、署名をくずした花押が併せて押されるようになった。ところが、草名も花押も本来は署名をくずしたものであるから、結果的には「草名＋花押」という同じ署名を違い形態で2つ記すという書式が定着することになった。
署判と宛所の位置は書札礼などに基づいて定められており、例えば年月日の下に記す署判を「日下（にっか/ひのした）」、次の行の上部に記す署判を「奥上署判」、文書右端の“袖”と呼ばれる余白部分に記す「袖判」などが存在し、奥上署判が鄭重な形式とされている。また、複数の人が署名する場合にも規則があり、例えば奉書の場合には官職名・受領名・官途名を記す「竪紙奉書」と実名を記す「折紙」が存在するが、いずれの場合も文書の奥の部分とみなされた左側に上位者から記すことになっている（なお、「折紙」は「竪紙奉書」よりも略式である。これに対して身分を順不同とした「孔子次第（くじしだい）」「次第不同」や、円形に署判することで上下関係の意識を排した「傘連判」「円連判（つぶられんばん）」も南北朝時代以後に行われるようになった。また極めて特殊な事例として、花押を血で染める、あるいは血で花押を押す「血判」が存在した。
一方、花押については署名をくずした物である以上、本来は自筆で記すのがあるべき姿であったが、鎌倉時代に入ると判刻花押が登場し、続いて代筆やあらかじめ外枠だけを線刻して後から墨で塗る代用花押も登場すると、花押の判は形骸化して、代わりに印判・印章がその役目を果たすようになった。